# Веревское сельское поселение
Ве́ревское се́льское поселе́ние — упразднённое муниципальное образование на территории Гатчинского муниципального округа Ленинградской области. Бывший административный центр — деревня Малое Верево. На территории поселения находились 19 населённых пунктов — 2 посёлка, 3 посёлка при железнодорожной станции и 14 деревень.

## Географическое положение
Поселение занимает площадь 50,16 км², расположено в северной части Гатчинского муниципального округа. По занимаемой площади занимало 12 место в районе.
- Граничило:
  - на севере — с Ломоносовским районом
  - на юго-западе — с Пудостьским сельским поселением
  - на западе — Таицким городским поселением
  - на востоке — с Пудомягским сельским поселением
  - на северо-востоке — с Санкт-Петербургом
  - на юге — с Гатчинским городским поселением
  - на юге — с Новосветским сельским поселением

По территории бывшего поселения проходят автодороги:
- Р23 «Псков» (E 95, Санкт-Петербург — граница с Беларусью)
- 41К-010 (Красное Село — Гатчина — Павловск)
- 41К-217 (подъезд к дер. Романовка)
- 41К-218 (Малое Верево — Пудость)

Расстояние от бывшего административного центра поселения до центра муниципального округа — 7 км.
По территории бывшего поселения протекает река Ижора.

## История
По данным 1990 года в составе Гатчинского района образован Веревский сельсовет.
18 января 1994 года постановлением главы администрации Ленинградской области № 10 «Об изменениях административно-территориального устройства районов Ленинградской области» Веревский сельсовет, также как и все другие сельсоветы области, преобразован в Веревскую волость.
1 января 2006 года в соответствии с областным законом № 113-оз от 16 декабря 2004 года образовано Веревское сельское поселение, в его состав вошла территория бывшей Веревской волости.
Упразднено 13 мая 2024 года в связи с образованием Гатчинского муниципального округа вместо Гатчинского района.

## Население
| 2006    | 2010  | 2011  | 2012  | 2013  | 2014  | 2015  |
| ------- | ----- | ----- | ----- | ----- | ----- | ----- |
| 5500    | ↗6258 | ↗6262 | ↗6600 | ↗6823 | ↗7137 | ↗7187 |
| 2016    | 2017  | 2018  | 2019  | 2020  | 2021  | 2023  |
| ↘7186   | ↗7207 | ↗7209 | ↗7215 | ↘7036 | ↗9539 | ↗9713 |
| 2024    |       |       |       |       |       |       |
| ↗10 042 |       |       |       |       |       |       |

## Состав сельского поселения
| №  | Населённый пункт       | Тип населённого пункта              | Население |
| -- | ---------------------- | ----------------------------------- | --------- |
| 1  | Большое Верево         | деревня                             | ↗444      |
| 2  | Бугры                  | деревня                             | ↗133      |
| 3  | Вайя                   | деревня                             | ↗283      |
| 4  | Вайялово               | деревня                             | ↗421      |
| 5  | Верево                 | посёлок при железнодорожной станции | ↘124      |
| 6  | Володарский Водопровод | посёлок                             | ↗16       |
| 7  | Горки                  | деревня                             | ↗174      |
| 8  | Дони                   | деревня                             | ↗53       |
| 9  | Зайцево                | деревня                             | ↗181      |
| 10 | Ивановка               | деревня                             | ↗111      |
| 11 | Ижора                  | деревня                             | ↗96       |
| 12 | Кирлово                | деревня                             | ↗67       |
| 13 | Коммолово              | деревня                             | ↗212      |
| 14 | Малое Верево           | деревня, административный центр     | ↗5209     |
| 15 | Новое Мозино           | посёлок при железнодорожной станции | ↗5        |
| 16 | Пегелево               | деревня                             | ↗119      |
| 17 | Романовка              | деревня                             | ↗301      |
| 18 | Старое Мозино          | посёлок при железнодорожной станции | ↘11       |
| 19 | Торфопредприятие       | посёлок                             | ↘39       |

Также на территории поселения располагалось 15 садоводств площадью 350 га.

## Экономика
На территории поселения осуществляли хозяйственную деятельность 136 предприятий, из них 18 крупных. В 2007 году общий объём отгруженных товаров собственного производства составил 652 миллиона рублей.
Средняя заработная плата в 2007 году составила 13 950 рублей, что на 28,1 % больше, чем в 2006 году.
Численность работающих на предприятиях малого и среднего бизнеса составляет 1 445 человек, что составляет 49,5 % от общей численности экономически активного населения.

### Сельское хозяйство

#### ОАО «Верево»
| Показатель                                  | Данные на 2007 год    | Изменение по сравнению с 2006 годом |
| ------------------------------------------- | --------------------- | ----------------------------------- |
| Отгружено товаров собственного производства | 70,5 миллионов рублей | рост на 6,1 %                       |
| Численность работающих                      | 145 человек           | снижение на 18 %                    |
| Среднемесячная заработная плата             | 10 681 рубль          | рост на 20,8 %                      |

#### ОАО «Госплемзавод „Лесное“»
| Показатель                                  | Данные на 2007 год     | Изменение по сравнению с 2006 годом |
| ------------------------------------------- | ---------------------- | ----------------------------------- |
| Отгружено товаров собственного производства | 119,8 миллионов рублей | рост на 25,7 %                      |
| Численность работающих                      | 271 человек            | нет данных                          |
| Среднемесячная заработная плата             | 11 388 рублей          | рост на 10 %                        |

В 2007 году в рамках национального проекта по развитию АПК предприятие получило кредит в размере 60 миллионов рублей на строительство трёх современных скотных дворов и линии переработки сельхозпродукции.

### Промышленность

#### ЗАО «ЭЛТЕТЕСанкт-Петербург»
Предприятие занимается изготовлением и продажей влаго-, ветро-, и пароизоляционных рулонных материалов для совместного использования с кровельными и теплоизоляционными материалами; ламинатных изделий: туалетных и душевых перегородок.
| Показатель                                  | Данные на 2007 год   |
| ------------------------------------------- | -------------------- |
| Отгружено товаров собственного производства | 198 миллионов рублей |
| Численность работающих                      | 70 человек           |
| Среднемесячная заработная плата             | 21 238 рублей        |

Предприятие начало работу в 2007 году.

#### ООО «Фабрика картонно-бумажных изделий»
Предприятие основано в 1999 году, производит и продаёт картонные шпули (гильзы), защитные картонные уголки, склеенный картон, пластмассовые пробки (заглушки), форматные бобины картона.
| Показатель                                  | Данные на 2007 год  | Изменение по сравнению с 2006 годом |
| ------------------------------------------- | ------------------- | ----------------------------------- |
| Отгружено товаров собственного производства | 98 миллионов рублей | рост на 35,8 %                      |
| Численность работающих                      | 110 человек         | снижение на 6 %                     |
| Среднемесячная заработная плата             | 14 480 рублей       | рост на 21,8 %                      |

#### ООО «Гатчинское Погат»
Предприятие занимается грузовыми автоперевозками.
| Показатель                                  | Данные на 2007 год    | Изменение по сравнению с 2006 годом |
| ------------------------------------------- | --------------------- | ----------------------------------- |
| Отгружено товаров собственного производства | 28,9 миллионов рублей | снижение на 57 %                    |
| Численность работающих                      | 147 человек           | снижение на 8,1 %                   |
| Среднемесячная заработная плата             | 5241 рубль            | рост на 17 %                        |

## Транспорт
По территории поселения проходит железная дорога Санкт-Петербург — Луга, имеется станция Верево и остановочные пункты Старое Мозино и Новое Мозино. Осуществляется пассажирское сообщение пригородными электропоездами.
Осуществляется автобусное сообщение пригородными маршрутами:
- № 107 Гатчина — Малое Верево
- № 431 Гатчина — Санкт-Петербург
- № 517 Гатчина — Тайцы
- № 527 Гатчина — Кобралово
- № 529 Гатчина — Павловск
- К-631 Гатчина — Санкт-Петербург

## Бюджет поселения
Доходы бюджета в 2007 году (в тысячах рублей):
| Источники доходов         | Плановые данные | Фактические данные |
| ------------------------- | --------------- | ------------------ |
| Подоходный налог          | 2738            | 3289               |
| Арендная плата за землю   | 700             | 1800               |
| Земельный налог           | 2000            | 1998               |
| Всего собственных доходов | 5868            | 7395               |
| Всего доходов             | 13 065          | 14 581             |

Расходная часть бюджета была запланирована в сумме 13 674 тысячи рублей, по фактическому исполнению — 12 992 тысячи рублей.

## Культура и спорт
Каждый год в августе проводится праздник «День посёлка».
В поселении имеются Дом культуры и библиотека, которые входят в состав муниципального учреждения культуры «Веревский СКДЦ».
Веревскую музыкальную школу посещают 60 детей.
Из спортивных учреждений в поселении имеются школьный спортивный зал и хоккейная коробка с трибунами и раздевалкой. В 2007 году для Дома культуры были приобретены теннисный стол, многофункциональный тренажёр и другой спортивный инвентарь. Планируется строительство физкультурно-оздоровительного комплекса.